# 阿瓜伊蒂亞

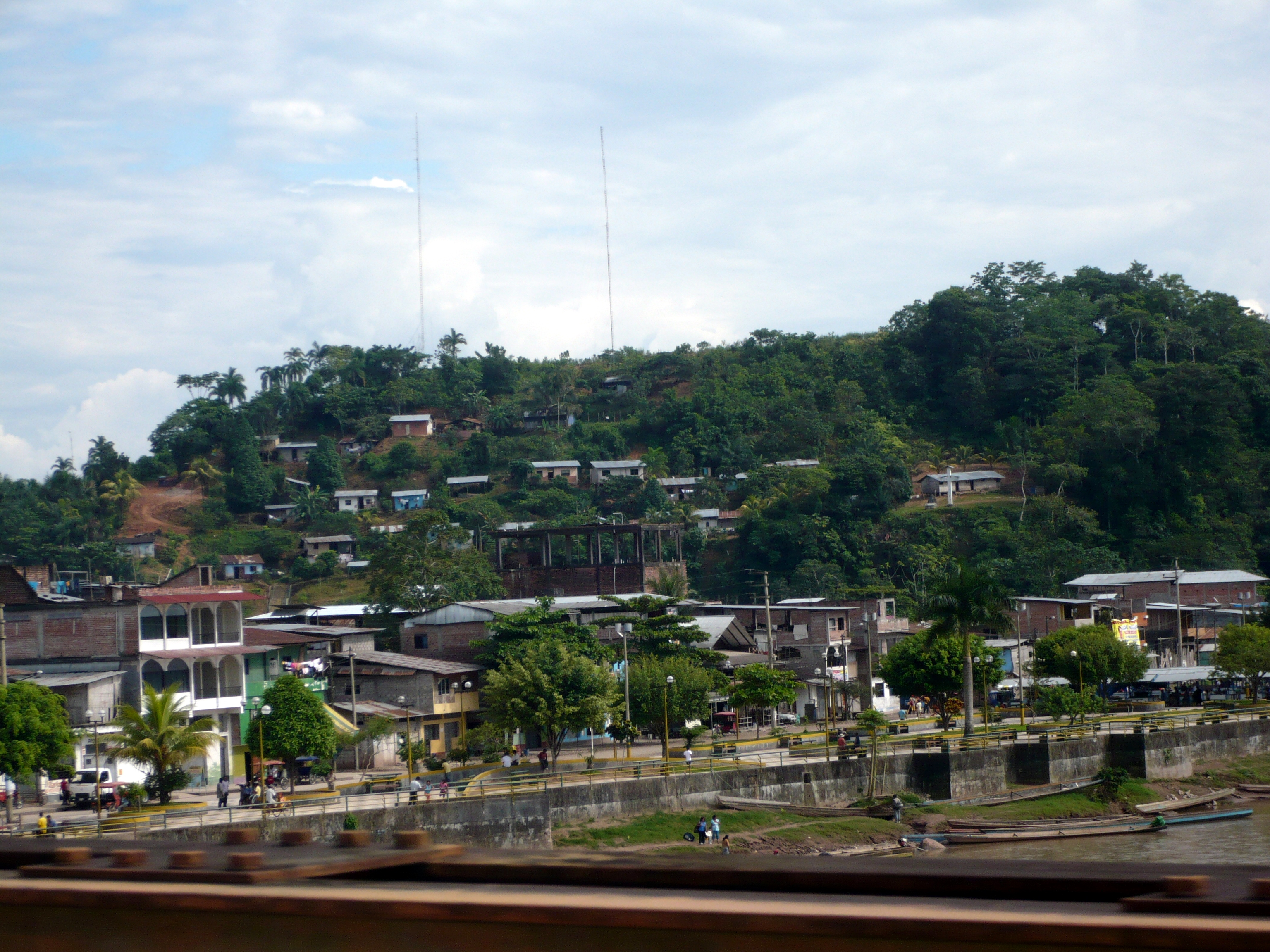

阿瓜伊蒂亞（西班牙語：Aguaytía），是秘魯的城鎮，位於該國東部烏卡亞利大區，是帕德雷阿巴德省的首府，處於廷戈瑪麗亞和普卡爾帕之間的阿瓜伊蒂亞河畔，海拔高度287米。
9°2′13″S 75°30′27″W / 9.03694°S 75.50750°W